# Opération Phénix (film)
Pour plus de détails, voir Fiche technique et Distribution.
Opération Phénix (The Rescue) est un film américain réalisé par Ferdinand Fairfax, sorti en 1988.

## Fiche technique
- Réalisation : Ferdinand Fairfax

## Distribution
- Edward Albert : Cmdr. Merrill
- Ellen Barber : Virginia Phillips
- Timothy Carhart : Lt. Phillips
- James Cromwell : Adm. Rothman
- Anne E. Curry : Sybil Howard
- Jack Dacey : Extra in conference room scene
- Kevin Dillon : J.J. Merrill
- Ian Michael Giatti : Bobby Howard (as Ian Giatti)
- Lorry Goldman : Secretary Gates
- Wendy Gordon : Newscaster (as Wendy Jill Gordon)
- Charles Haid : Cmdr. Howard
- Christine Harnos : Adrian Phillips (as Christina Harnos)
- Rocky Wing Cheung : Cell Guard / Fighter
- Sal Mazzotta : Dino
- Tom Nelson : (as Commander Tom Nelson)
- Stephen Ng : Kim Song Man 1
- Norman Palacio : Gate Guard
- Paul Pape	Paul Pape	...	(voice)
- Michael Phenicie : (as Michael Gates Phenicie)
- Marc Price : Max Rothman
- Joyce Reehling : Vella Rothman
- Leon Russom : Captain Miller
- Shim Sung Sool : Tae Kwon Do Instructor
- Ned Vaughn : Shawn Howard
- Melvin Wong : Kim Song (as Mel Wong)
- Rodney G. Chan : Miltary Policeman, Gate Sentry, helicopter crewman (uncredited)